# Betriebshof Britz

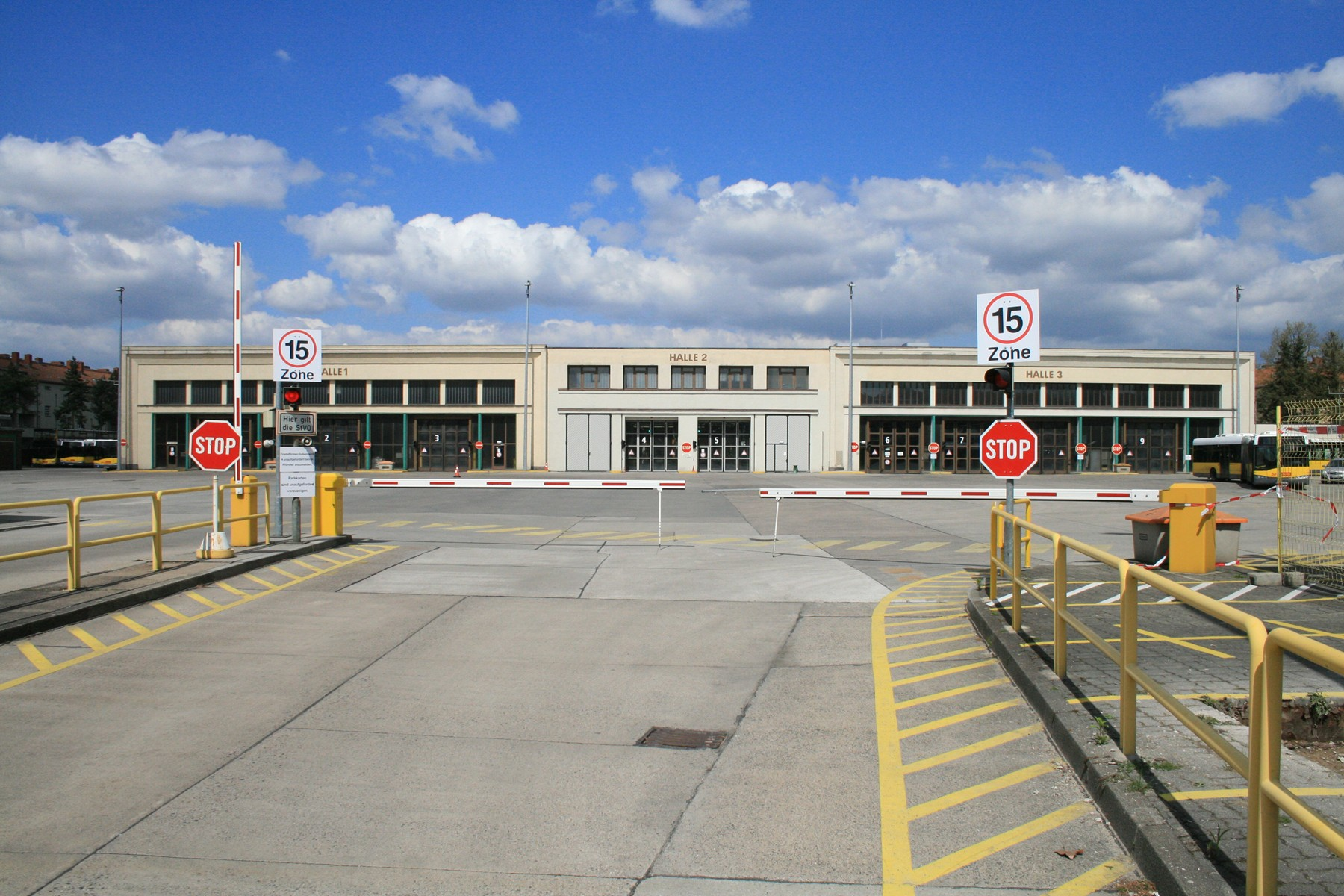
Betriebshof Britz, Einfahrt und Wagenhalle (2013)

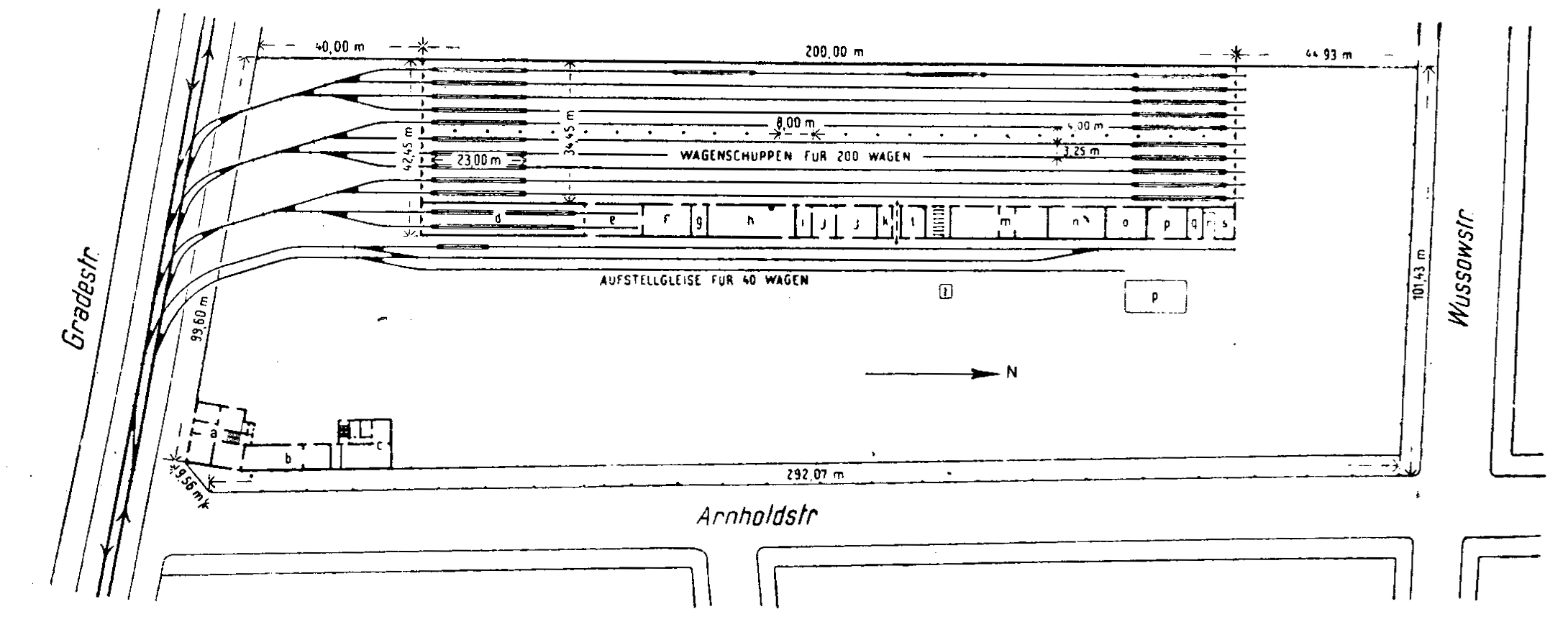
Gleisplan des Betriebshofs, 1918

Der Omnibus Betriebshof Britz ist eine Hofanlage der Berliner Verkehrsbetriebe an der Gradestraße, westlich ist die Straße Am Straßenbahnhof sowie nördlich und östlich die Holzmindener Straße, im Berliner Ortsteil Britz. Auf einer Fläche von rund 44.500 Quadratmetern befinden sich Wagenhallen und Freiflächen für etwa 220 Omnibusse.
Die Halle 2, es gibt die Hallen 1 bis 3, steht unter Denkmalschutz und wurde 2009 bis 2010 von der Fa. ING.FTG GmbH zur zentralen Servicehalle ausgebaut.
Seit Sommer 2011 ist die Halle als Wasch-, Betankungs- und Servicehalle in Betrieb. Der Kostenrahmen für die Fachtechnik betrug 465.000 €.

## Geschichte
Der Betriebshof wurde 1910 auf den Parzellen Gradestraße 4–7 als Straßenbahnbetriebshof eröffnet. Wie anfangs üblich, befanden sich auf dem Gelände Dienstwohnungen, in denen der „Stationsvorsteher“, ein Fahrmeister, ein Wagenrevisor und ein Wagenmeister untergebracht waren. Eigentümer der Immobilie war die Große Berliner Straßenbahn. Als Betreiber der Straßenbahn fungierte die Südliche Berliner Vorortbahn, die über keine eigenen Depots verfügte. Im Jahr 1920 kamen beide Unternehmen zur Berliner Straßenbahn, seit 1929 Berliner Verkehrsbetriebe (BVG).
Das heutige Gebäude des Betriebshofs wurde 1925/1926 nach Plänen von Jean Krämer erbaut und 1928–1933 umgebaut. Die benachbarten Wohnanlage ließ die Gemeinnützige Heimstättenbau-Gesellschaft der BVG ebenfalls vom Architekten Jean Krämer entwerfen und 1928–1930 errichten. Das gesamte Ensemble (heutige Adressen Gradestraße 6, 22–24, 28–32, Am Straßenbahnhof 27–53, 57–61, 50–50C, 52–60, Holzmindener Straße 31–45, 51–65 und Wussowstraße 5) steht auf der Liste der Kulturdenkmale in Berlin-Britz.
Seit der 1967 erfolgten Stilllegung aller Straßenbahnlinien in West-Berlin dient die Anlage als reiner Omnibusbetriebshof.
Von 1971 bis 1992 befand sich in der östlichen Halle 2 des Betriebshofes Britz die historische Fahrzeugsammlung der BVG, die nicht öffentlich zugänglich war.